# نمش‌ویتا
نِمِش‌ویتا (به مجاری:  Nemesvita) یک شهرداری در مجارستان است که در ناحیه تاپولتسا واقع شده‌است. نمش‌ویتا ۹٫۲۵ کیلومتر مربع مساحت و ۳۹۱ نفر جمعیت دارد.